# Annick Coupé
Annick Coupé est secrétaire générale d'Attac France depuis 2016. Elle fut porte-parole de l'Union syndicale Solidaires, de 2001 à 2014, organisation syndicale d'environ 110 000 adhérents.

## Biographie
Née le 4 août 1953 à Falaise (Calvados), Annick Coupé est issue d'une famille de petits commerçants.
Elle travaille comme caissière à Caen de 1972 à 1976 et se syndique alors à la CFDT. Elle adhère en 1971 au groupe maoïste Front rouge, qui fonde en 1974 le Parti communiste révolutionnaire (marxiste-léniniste) (PCR-ML).
En 1976, elle trouve un poste d'institutrice remplaçante à Paris, qu'elle occupe pendant deux ans avant d'avoir un emploi à la La Poste. Entretemps, elle rompt avec le militantisme maoïste.
Elle est secrétaire départementale de la CFDT des services financiers de la Poste à Paris de 1982 à 1984, puis secrétaire régionale de la CFDT - PTT en Île-de-France jusqu'en 1988.
À la fin 1988, elle quitte la CFDT avec plusieurs centaines de militants en Île-de-France après avoir été démise de ses responsabilités syndicales. En décembre 1988, elle cofonde la Fédération Sud-PTT dont elle est la secrétaire générale de 1988 à 1999 (SUD : Solidaires - Unitaires - Démocratiques).
En 2001, elle devient porte-parole de l'Union Syndicale G10 Solidaires (qui deviendra ensuite Union syndicale Solidaires), succèdant à Gérard Gourguechon.
En 2016, elle est élue au conseil d'administration d'Attac France, siège au bureau de l'association et y assure la fonction de secrétaire générale.
En 2018, elle co-organise la première « Université d'été solidaire et rebelle des mouvements sociaux et citoyens » qui réunit plus de 2200 participants à Grenoble du 22 au 26 août. Elle est porte-parole de cet événement avec Sébastien Bailleul (délégué général du CRID).

## Activités syndicales et militantes
Annick Coupé est toujours membre du bureau fédéral de SUD PTT et porte-parole de l'Union syndicale Solidaires. Cette union syndicale plus souvent appelée « Solidaires » regroupe aujourd'hui 40 organisations nationales différentes : les différents syndicats SUD (PTT, SUD Rail, éducation, chimie/pharmacie, santé-sociaux, étudiant, culture, travail, ANPE, Énergie...) et d'autres syndicats non confédérés (SNUI-Impôts, SNABF Solidaires, SUD Caisse d'Épargne, ASSO-Solidaires, etc).
Elle est aussi engagée dans le combat féministe, ayant été confrontée à la question de l'interruption volontaire de grossesse (IVG) avant sa légalisation. Elle a fait intégrer les valeurs du féminisme par Sud-PTT.
Elle a signé l'Appel des 200 pour le rejet du projet de constitution européenne au referendum du 29 mai 2005.
Elle est également impliquée dans le cadre de son mandat syndical dans divers mouvements sociaux auxquels elle participe à divers niveaux : AC!, ATTAC, le collectif national pour les droits des femmes, actions de soutien aux sans-papiers ou aux luttes de l'association Droit au logement, comité national de soutien à la Confédération paysanne et aux inculpés de Millau, etc.
Sur le plan international, elle a contribué aux Forums sociaux européens notamment en participant au secrétariat du Forum social européen de Paris/St-Denis en 2003.
Le 30 novembre 2015, elle est parmi les signataires de l'Appel des 58 : « Nous manifesterons pendant l'état d'urgence »,.